# Ålarve
Ålarve este o arie protejată (arie specială de conservare — SAC, sit de importanță comunitară — SCI, arie de protecție specială avifaunistică — SPA) din Suedia întinsă pe o suprafață de 175,3 ha, integral pe uscat.

## Localizare
Centrul sitului Ålarve este situat la coordonatele 57°09′51″N 18°29′00″E / 57.1643°N 18.4834°E.

## Înființare
Situl Ålarve a fost declarat sit de importanță comunitară în decembrie 1998 pentru a proteja 4 specii de animale. Alte tipuri de protecție:
- arie de protecție specială avifaunistică (în decembrie 1998)[2]
- arie specială de conservare (în martie 2011)[1][3][4]

## Biodiversitate
Situată în ecoregiunile boreală și marină baltică, aria protejată conține 9 habitate naturale: Pășuni din zone de pădure fino-scandinave, Mlaștini calcaroase cu Cladium mariscus și specii de Caricion davallianae, Pajiști uscate seminaturale și facies de acoperire cu tufișuri pe substraturi calcaroase (Festuco-Brometalia) (* situri importante pentru orhidee), Pajiști cu Molinia pe soluri calcaroase, turboase sau argilos-nămoloase (Molinion caeruleae), Lagune de coastă, Pășuni de coastă din Baltica boreală, Alvar nordic și șisturi calcaroase precambriene, Formațiuni de Juniperus communis pe lande sau pajiști calcaroase, Bancuri de nisip acoperite în permanență slab de apă marină.
La baza desemnării sitului se află mai multe specii protejate de  păsări (4): Branta leucopsis, chiră mică (Sterna albifrons), chiră de baltă (Sterna hirundo), Sterna paradisaea.